# Once Upon a Time (tv-serie)
Once Upon a Time er en amerikansk eventyrserie som havde premiere på fjernsyns-netværket ABC 23. oktober 2011. Serien har hovedhandling i byen Storybrooke, Maine, hvor diverse rollefigurer fra kendte eventyr er flyttet til «den ægte verden» af en mægtig forbandelse. Da de blev flyttet mistede de også hukommelsen og lever dermed i en verden hvor de egentlig ikke ved hvem de er. Kun én person kan ophæve denne forbandelse, men hun tror ikke på eventyr.
Serien blev skabt af manuskriptforfatterne bag Lost og Tron – Legacy, Edward Kitsis og Adam Horowitz.

## Handling
Serien foregår i den fiktive by Storybrooke, hvor rollefigurer fra forskellige eventyr er fanget, uvidende om hvem de egentlig er, af en forbandelse udført af den Onde Dronning (Lana Parrilla). I byen har hun gjort sig selv til borgmester under navnet Regina Mills og adopteret barnet Henry (Jared S. Gillmore). Indbyggerne i Storybrooke har levet uforandret i 28 år og ved ikke at de aldrig vil blive ældre. Deres eneste håb er dusørjægeren Emma Swan (Jennifer Morrison), datteren til Snehvide (Ginnifer Goodwin) og Prince Charming (Josh Dallas), som også er blevet flyttet til Storybrooke under navnene Mary Margaret Blanchard og David Nolan. Emma Swan er den eneste som kan ophæve forbandelsen og genoprette figurernes tabte minder. Henry, som er Emmas biologiske søn, hjælper hende med sin eventyrbog, som er nøglen til at bryde forbandelsen. Hendes benægtelse af at magi findes, er imidlertid et gigantisk problem.

## Medvirkende
- Ginnifer Goodwin som Snehvide/Mary Margaret Blanchard
- Jennifer Morrison som Emma Swan
- Lana Parrilla som Den onde dronning/Regina Mills
- Josh Dallas som "Prince Charming"/James/David Nolan
- Jared S. Gilmore som Henry Mills
- Robert Carlyle som Rumleskaft/Mr. Gold
- Emilie de Ravin som Belle/Lacey
- Raphael Sbarge som Jesper Fårekylling/Archibald 'Archie' Hopper
- Jamie Dornan som "The huntsman"/Sheriff Graham Humbert
- Eion Bailey som Pinocchio/August W. Booth
- Meghan Ory som Den lille Rødhætte/Ulven/Ruby
- Giancarlo Esposito som Genie/Magisk spejl/Sidney Glass
- Lee Arenberg som Grumpy/Leroy
- Colin O'Donoghue som Kaptajn Hook/Killian Jones
- Beverley Elliott som Mormor/Widow Lucas
- Anastasia Griffith som Abigail/Kathryn Nolan*
- Alan Dale som Kong George/Albert Spencer
- Kristin Bauer van Straten som Maleficent
- David Anders som Dr. Victor Frankenstein/Dr. Whale
- Jessy Schram som Askepot/Ashley Boyd
- Tony Amendola som Geppetto/Marco
- Quinn Lord og Karley Scott Collins som Hans og Grete/Nicholas og Ava Zimmer
- Greyston Holt som Frederick/lærer
- Sebastian Stan som hattemager/Jefferson
- Georgina Haig som Elsa
- Elizabeth Lail som Anna
- Scott Michael Foster som Kristoffer
- Tyler Jacob Moore som Hans
- John Rhys-Davies som Pappy
- Elizabeth Mitchell som Snedronningen
- Barbara Hershey som Cora